# Рейнфельденский дом
Рейнфельденский (Райнфельденский) дом (нем. Familie von Rheinfelden) — знатный германский род бургундского происхождения, имевший владения в Эльзасе и на территории современной Швейцарии — графство с центром в Рейнфельдене. Наибольшего могущества дом достиг во второй половине XI века, когда Рудольф Рейнфельденский получил в управление герцогство Швабия, а в 1077 году был избран противниками императора Священной Римской империи Генриха IV антикоролём Германии.

## История
Происхождение Рейнфельдского дома точно не установлено. Но согласно современным исследованиям вероятным предком дома был Рудольф, младший сын короля Бургундии Рудольфа II и Берты Швабской, брат императрицы Адельгейды, жены Оттона I Великого. После того, как Оттон I в 952 году конфисковал владения восставшего эльзасского графа Гунтрама (предка Габсбургов), часть их была передана Рудольфу. В современных ему источниках у Рудольфа детей не показывается, однако в биографии императрицы Адельгейды, написанной аббатом Клюни Одилоном племянниками Адельгейды показаны епископ Женевы Гуго и епископ Лозанны Генрих I. Кроме того в других источниках говорится о том, что у Гуго была сестра по имени Лиутгарда, жившая в Во, входившего во владения, переданные Оттоном I Рудольфу. На основании этих сведений историк Эдуард Хлавичка сделал вывод, что Гуго, Генрих и Лиутгарда, скорее всего, были детьми Рудольфа.
Предположительно сыном Рудольфа был и Куно, пфальцграф Рейнфельдена, упомянутый в 1000 году. Он женился на Лиутгарде, вдове Ланцелина, графа Альтенбурга в Аргау (из дома Габсбургов) и оставил двух детей: дочь Адельгейду, выданную замуж за Лотаря Удо I, графа фон Штаде, а также сына Куно, графа Рейнфельденского, сведений о котором очень мало.
У Куно было 2 сына: Рудольф Швабский и Адальберт Толстый, епископ Вормса. Из них наиболее известен Рудольф. Впервые он упомянут в источниках в 1048 году. Его политическая карьера началась в 1057 году, когда императрица Агнесса де Пуатье, регентша Империи при малолетнем сыне Генрихе IV, после смерти Оттона III Швайнфуртского, герцога Швабии, не оставившего сыновей, передала герцогство Рудольфу, а также поручила управление Бургундским королевством. А вскоре он ещё и женился на дочери Агнессы, Матильде, которая, правда, вскоре умерла. Но вторая жена Рудольфа, Адельгейда, приходилась сестрой Берте Савойской, на которой женился император Генрих IV, таким образом Рудольф находился в близком родстве с императором. Первоначально Рудольф был одним из верных сторонников Генриха. Однако после того, как император в 1076 года начал борьбу с папой римским Григорием VII за инвеституру, Рудольф вместе с герцогами Баварии Вельфом I и Каринтии Бертольдом фон Церингеном возглавил княжескую оппозицию императору. В итоге в марте 1077 года в Форхайме оппозиционные императору князья собрались на съезд, где объявили о низложении Генриха IV. Королём 15 марта был избран Рудольф Швабский. Однако власть его в Германии оказалась непрочной, даже в Швабии у его поддержка была недостаточна. В 1079 году император Генрих объявил о конфискации Швабии и передаче её Фридриху фон Бюрену из дома Штауфенов. Хотя Рудольфу в 1080 году и удалось одержать две победы над армией Генриха, но во второй битве на реке Эльстер 15 октября 1080 года он получил тяжёлую рану и на следующий день умер.
Единственный выживший сын Рудольфа, Бертольд I в 1079 году был избран швабским ландтагом герцогом Швабии в противовес Фридриху фон Бюрену, назначенному герцогом императором Генрихом. Права Бертольда на герцогство отстаивали герцог Баварии Вельф I и, особенно, Бертольд II фон Церинген, сын Бертольда II Каринтийского, женившийся на сестре Бертольда Рейнфельденского. Однако, несмотря на их поддержку, Бертольд фактически никакой власти в герцогстве не имел. Он умер в 1090 году, не оставив наследников. А его права на Швабию и другие владения унаследовал Бертольд II фон Церинген.

## Генеалогия
Рудольф II (ок. 880/885 — 937) — король Верхней Бургундии с 912, король Италии 922—926, король Нижней Бургундии и Арелата с 933; жена: с 922 Берта Швабская (ум. после 2 января 966), дочь Бурхарда II, герцога Швабии
- Юдит
- Людовик
- Конрад I Тихий (ок. 925 — 19 октября 993), король Бургундии с 937
  - Короли Бургундии
- Бушар (ум. 23 июня 957/959), архиепископ Лиона с 949
- Адельгейда (Аделаида) (ок. 931 — 16 декабря 999), королева Италии и императрица Священной Римской империи; 1-й муж: с 947 Лотарь II (926 — 22 ноября 950), король Италии; 2-й муж: с 951 Оттон I Великий (23 ноября 912 — 7 мая 973), король Восточно-Франкского королевства и император Священной Римской империи
  - Саксонская династия
- Рудольф (937/938 — 26 января 973), граф в Эльзасе, вероятный родоначальник Рейнфельдского дома
  - Гуго (ум. 1025/1030), епископ Женевы с 990
  - Генрих I (ум. 1018/1019), епископ Лозанны с 985
  - Лиутгарда
  - Куно (965 — ок. 1000), пфальцграф Рейнфельденский; жена: Лиутгарда, вдова Ланцелина, графа Альтенбурга а Аргау (из дома Габсбургов)
    - Адельгейда (995/1000 — после 1057); муж: Лотарь Удо I (995—1057), граф фон Штаде
    - Куно (995/1000 — после 1025), граф Рейнфельденский
      - Рудольф (ок. 1025/1030 — 1080), граф Рейнфельденский 1048, герцог Швабии 1057—1079, антикороль Германии с 1077; 1-я жена: с 1059 Матильда (1048 — 12 мая 1060), дочь Генриха III, императора Священной Римской империи; 2-я жена: с 1062 Адельгейда Савойская (ок. 1050—1079), дочь графа Оттона I Савойского.
        - Бертольд I (1060 — 18 мая 1090), граф Рейнфельденский, герцог Швабии с 1079
        - Адельгейда (ум. 1090); муж: с 1078 Ласло I Святой (ум. 1095), король Венгрии
        - Берта (ум. после 1128), графиня фон Келмютц; муж: с до 1077 Ульрих X (ум. 1097), граф фон Брегенц
        - Оттон (ум. в млад.)
        - Агнес (ум. 19 декабря 1111); муж: Бертольд II (до 1055—1111), герцог фон Церинген

      - Адальберт Толстый (до 1030—1070), епископ Вормса с 1075
      - дочь; муж: Герольд (ок. 1020—1061/1080), граф Женевы